# Thomas Meighan
Thomas Meighan (9 de abril de 1879 - 8 de julio de 1936) fue un actor estadounidense del cine mudo e inicios del cine sonoro. 

## Inicios
Nacido en Pittsburg, Pensilvania, sus padres eran John y Mary Meighan, siendo su padre presidente de la empresa Pittsburgh Facing Mills
Sus padres le animaron para estudiar en el college, pero se negó. A los 15 años de edad le enviaron a trabajar con el carbón, lo cual le hizo cambiar de parecer. Por ello entró en el St. Mary's College, donde  estudió farmacología. Tras tres años dedicado a los estudios, Meighan decidió enfocar su vida hacia la interpretación.

## Carrera teatral
Tras dejar los estudios, en 1896 Meighan pasó a ser un intérprete juvenil de la Pittsburgh Stock Company dirigida por Henriette Crosman, ganando 35 dólares semanales.
Meighan encontró pronto el éxito. Su primera actuación en Broadway tuvo lugar en 1900; en 1904 trabajó en "The Two Orphans". Su gran oportunidad llegó en 1908 cuando actuó junto a William Collier, Sr. en "The Dictator", lo cual le facilitó el primer papel en "The College Widow", obra que se representó en Broadway en la temporada 1907-1908. Fue en ese tiempo cuando conoció a la que sería su esposa, Frances Ring.
Meighan siguió dedicándose al teatro durante el resto de su vida, a pesar de su exitosa carrera en el cine.

## Carrera cinematográfica
En 1914 entró a trabajar en la industria cinematográfica. Su primer film fue rodado en Londres, y titulado "Dandy Donovan, the Gentleman Cracksman". Gracias al mismo consiguió un contrato con Famous Players-Lasky. Su primera película en Estados Unidos tuvo lugar en 1915, "The Fighting Hope". En los siguientes dos años la carrera de Meighan en el cine tomaría gran impulso. Así, en 1918 rodó una película de propaganda sobre la Primera Guerra Mundial llamada "Norma Talmadge and Thomas Meighan in a Liberty Loan Appeal". Posteriormente trabajó con Mary Pickford en "M'Liss".

### Estrellato
En 1919 Meighan llegó al estrellato. Uno de sus filmes de la época más conocido fue The Miracle Man (1919), en el que trabajaba con Lon Chaney. A este siguió la producción de Cecil B. DeMille Male and Female, interpretado junto a Gloria Swanson y Lila Lee. La mayor parte del reparto repitió en 1920 con Why Change Your Wife?, donde también actuaba Bebe Daniels.
Su fama se mantuvo a lo largo de los Felices Años Veinte, protagonizando varias películas. En 1924 intervino en The Alaskan, con Anna May Wong. En 1927 protagonizó The City Gone Wild, acompañado de Louise Brooks. Sus últimos títulos mudos fueron dignos de mención, ambos producidos por Howard Hughes en 1928: The Mating Call, film crítico sobre el Ku Klux Klan, y The Racket, el cual fue nominado al Oscar a la mejor película. Ambos se daban por desaparecidos hasta que fueron redescubiertos en 2006 en colecciones privadas.

### Cine sonoro
Su primer film sonoro fue The Argyle Case (1928). Meighan tenía casi cincuenta años, y temía que su fama pudiera disminuir, por lo que decidió entrar en el negocio inmobiliario. No volvió al cine hasta 1931, año en que rodó Young Sinners. Solamente actuó en otras cuatro películas, hasta que a causa de su enfermedad debió abandonar la interpretación. Su última película fue Peck's Bad Boy en 1934.

## Vida personal
Meighan conoció a Frances Ring, una actriz teatral, mientras trabajaba en Broadway. Ella era hermana de la popular cantante Blanche Ring. Se hicieron inseparables y pronto se casaron. El matrimonio duró hasta el fallecimiento del actor. No tuvieron hijos.
A mediados de la década de 1920 Meighan se encaprichó con Florida, por lo que compró una propiedad en Ocala, en 1925. En 1927 construyó una casa en New Port Richey, donde pasaría los inviernos. Además, intentó rodar su film We're All Gamblers allí, aunque finalmente la filmación tuvo lugar en Miami.
El matrimonio esperaba atraer a otras celebridades a la zona.</ref>History of the Meighan/Richey Suncoast Theatre</ref> Por ello, el 1 de julio de 1926, inauguraron el The Meighan Theatre exhibiendo la película de Meighan The New Klondike. El local se cerró en 1934, a causa de la Gran Depresión, pero volvió a funcionar en 1938 bajo el nombre de The Newport Richey Theatre. Actualmente sigue funcionando, llamándose Richey Suncoast Theatre.
Thomas Meighan falleció el 8 de julio de 1936 a causa de un cáncer en Great Neck, Nueva York, dejando viuda a su esposa Frances. Meighan fue enterrado en el Cementerio Saint Mary de Pittsburg.

## Filmografía seleccionada
| Año  | Título                                 |
| ---- | -------------------------------------- |
| 1914 | Danny Donovan, the Gentleman Cracksman |
| 1915 | Temptation                             |
| 1915 | Kindling                               |
| 1915 | The Fighting Hope                      |
| 1915 | The Secret Sin                         |
| 1915 | Armstrong's Wife                       |
| 1915 | Blackbirds                             |
| 1916 | The Sowers                             |
| 1916 | The Trail of the Lonesome Pine         |
| 1916 | Pudd'nhead Wilson                      |
| 1916 | The Heir to the Hoorah                 |
| 1917 | The Slave Market                       |
| 1917 | Sapho'                                 |
| 1917 | The Silent Partner                     |
| 1917 | Sleeping Fires                         |
| 1918 | In Pursuit of Polly                    |
| 1918 | Madame Jealousy                        |
| 1918 | Heart of the Wilds                     |
| 1918 | M'Liss                                 |
| 1919 | Male and Female                        |
| 1919 | The Heart of Wetona                    |
| 1919 | The Probation Wife                     |
| 1919 | The Miracle Man                        |
| 1920 | Conrad in Quest of His Youth           |
| 1920 | The Prince Chap                        |
| 1921 | The City of Silent Men                 |
| 1921 | The Prince There Was                   |
| 1921 | Frontier of the Stars                  |
| 1922 | The Bachelor Daddy                     |
| 1922 | The Man Who Saw Tomorrow               |
| 1923 | Woman-Proof                            |
| 1923 | The Ne'er-Do-Well                      |
| 1924 | Pied Piper Malone                      |
| 1924 | Tongues of Flame                       |
| 1925 | Old Home Week                          |
| 1925 | The Man Who Found Himself              |
| 1926 | The New Klondike                       |
| 1926 | Tin Gods                               |
| 1928 | The Racket                             |